# Parascyllium sparsimaculatum
 Parascyllium sparsimaculatum  ist ein Hai aus der Familie der Kragenteppichhaie. Er lebt als Tiefseeart vor der Westküste Australiens in Tiefen von 245 bis 435 Meter. Bislang sind von dieser Art nur drei Individuen bekannt.

## Merkmale
Die Art erreicht eine Maximallänge von mindestens 79 Zentimeter. Wie bei den anderen Arten der Gattung handelt es sich um eine kleine und sehr schlanke, langgestreckte Art. Die Körperunterseite ist in für bodenlebende Haiarten typischer Weise abgeflacht. Der Hai besitzt eine blass-braune bis graue Grundfarbe und fünf deutliche Sattelflecken auf dem Rücken sowie viele dicke, dunkle Flecken auf dem Körper und den Flossen, wobei zwischen den beiden Rückenflossen maximal sechs Flecken vorhanden sind.
Die beiden Rückenflossen liegen sehr weit hinten, die erste Rückenflosse entspringt hinter den Bauchflossen und die zweite deutlich hinter dem Ansatz der Afterflosse.

## Verbreitung und Lebensraum

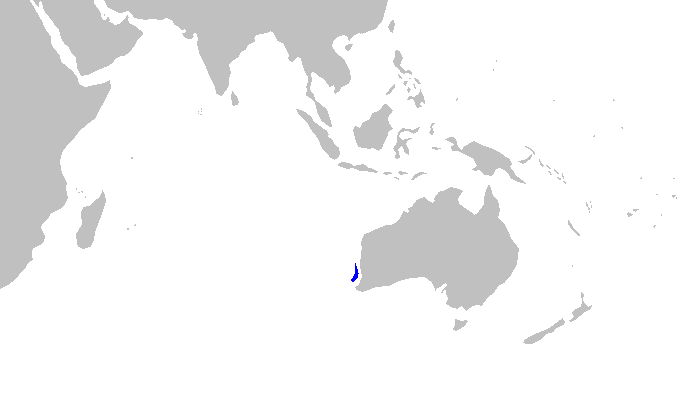
Verbreitungsgebiet von Parascyllium sparsimaculatum

Parascyllium sparsimaculatum lebt als Tiefseeart vor der Westküste Australiens (Western Australia) in Tiefen von 245 bis 435 Meter und ist bislang nur aus einem eng begrenzten Gebiet bekannt.

## Lebensweise
Über die Lebensweise der Art liegen keine Informationen vor. Sie ist wahrscheinlich eierlegend (ovipar) und ernährt sich von kleinen Fischen und wirbellosen Tieren.

## Verhältnis zum Menschen
Die International Union for Conservation of Nature (IUCN) führt die Art entsprechend der fehlenden Daten als „Data deficient“ auf ihrer Liste der gefährdeten Arten.